# Editorial Séneca
SÉNECA  fue una editorial creada en México por exiliados republicanos.

## Historia
La primera Editorial Séneca fue fundada en México por emigrantes y exiliados españoles que en 1939 huían de la Guerra Civil. Fueron los intelectuales José Bergamín y más tarde Emilio Prados los que dieron forma al proyecto editorial que pretendía rescatar la cultura e identidad del pueblo español intentando difundir la literatura y los conocimientos científicos de la época. La última publicación del exilio mexicano data de 1949. Desarrolló un papel importante en la vida intelectual de los exiliados durante la década de los 40.
En septiembre de 2006, el antropólogo español Javier León retoma el pulso a la historia rescatando del anonimato y el olvido el nombre de aquella primera editorial de exiliados tras la Guerra Civil, intentando dar continuidad a la labor de aquellos primeros editores. Fue así como recién llegado a la sierra de Hornachuelos, en Córdoba, en su particular exilio intelectual y político, imprime el mismo carácter urgente en la tarea de rescatar esa cultura nuestra. A esta ingente labor se suman socios y amigos que junto a ellos proyectan y dan forma al espíritu senequista.
En la primavera de 2008, y siguiendo con la filosofía de rescatar y conservar el espíritu de nuestro tiempo, nace un segundo sello: Editorial Nous.